# ALOHA
ALOHA – jeden z algorytmów dostępu wielokrotnego do kanału. Opracowany w latach 70. XX w. w Uniwersytecie Hawajskim m.in. przez Normana Abramsona, był podstawą uniwersyteckiej sieci ALOHAnet. Początkowo używany do naziemnej komunikacji radiowej z czasem znalazł zastosowanie we wszystkich systemach, w których niekoordynowani użytkownicy korzystają z jednego kanału (tzw. systemy rywalizacyjne lub kontencyjne).
Podstawową ideą systemu ALOHA jest wysyłanie przez nadajnik danych zawsze, gdy tylko się pojawią. Gdy ramka dotrze do celu, wysyłana jest kolejna. Gdy nastąpi kolizja, nadajnik odczekuje losowy czas i wysyła ją ponownie. Losowość jest tu szczególnie ważna, gdyż w przeciwnym razie te same ramki wciąż by ze sobą kolidowały.
Wydajność tego systemu, a co za tym idzie – wykorzystanie kanału – są niewielkie. Opublikowana przez Larry’ego Robertsa w 1972 metoda podwojenia przepustowości systemu otrzymała nazwę: szczelinowy ALOHA (ang. slotted ALOHA). Metoda ta polega na podzieleniu czasu na odcinki, którym odpowiadają pojedyncze ramki i synchronizacji wszystkich użytkowników, tak aby komputer mógł nadawać dopiero po rozpoczęciu kolejnej „szczeliny”.
Pomimo swojej prostoty i małej wydajności, szczelinowy protokół ALOHA znalazł zastosowanie nie tylko w kilku wczesnych eksperymentach. Jest używany, w wersji slotted ALOHA, m.in. w systemach GSM oraz UMTS. Wykorzystuje się go również w systemach dostępu do Internetu przez sieci telewizji kablowych.
ALOHA jest protoplastą protokołu Ethernet.